# Charlie Barnet
Charlie Barnet (26. oktober 1913 – 4. september 1991) var en amerikansk jazzsaxofonist og orkesterleder, der var en stor beundrer af Count Basie og Duke Ellington, og som var allermest populær med sit orkester i årene 1939-1941, hvor han skrev hittet Cherokee. I 1944 fulgte så Skyliner. I hans orkester spillede og sang så prominente navne som Buddy DeFranco, Roy Eldridge, Lena Horne, Barney Kessel og Oscar Pettiford. I 1949 trak Barnet sig tilbage fra rampelyset og på trods af et par korte comebacks til musikscenen, nåede han aldrig mere at få en egentlig kontakt til et publikum igen.